# به من اعتماد کن (مجموعه تلویزیونی)
به من اعتماد کن یک مجموعه تلویزیونی در ژانر درام پزشکی به کاردگردانی جان الکساندر است. که برای اولین بار در شبکه بی‌بی‌سی وان به نمایش درآمده است.

## داستان
در فصل اول با کت هارداکر پرستار سخت‌کوش و ماهری آشنا می‌شویم که از همسرش جدا شده و یک دختر کوچک دارد. او به دلایلی از بیمارستان محل کارش اخراج می‌شود و با هویت یک پزشک به بیمارستانی در ادینبرا مهاجرت می‌کند.
در فصل دوم، داستان سرهنگ جیمی مک کین روایت می‌شود که درد ستون فقراتش موجب فلج شدنش شده‌است، هنگامی که بیماران اطراف او به صورت غیرمنتظره فوت می‌کنند او تلاش می‌کند با تحقیقاتی دشوار و خطرناک، خود را نجات دهد.
این مجموعه تلویزیونی درباره موضوعاتی مانند اعتماد، دروغ، جاه‌طلبی، قضاوت، تلاش برای زنده‌ماندن و برخی اختلالات روانی است. 